# Teatr Lalki i Aktora im. Hansa Christiana Andersena

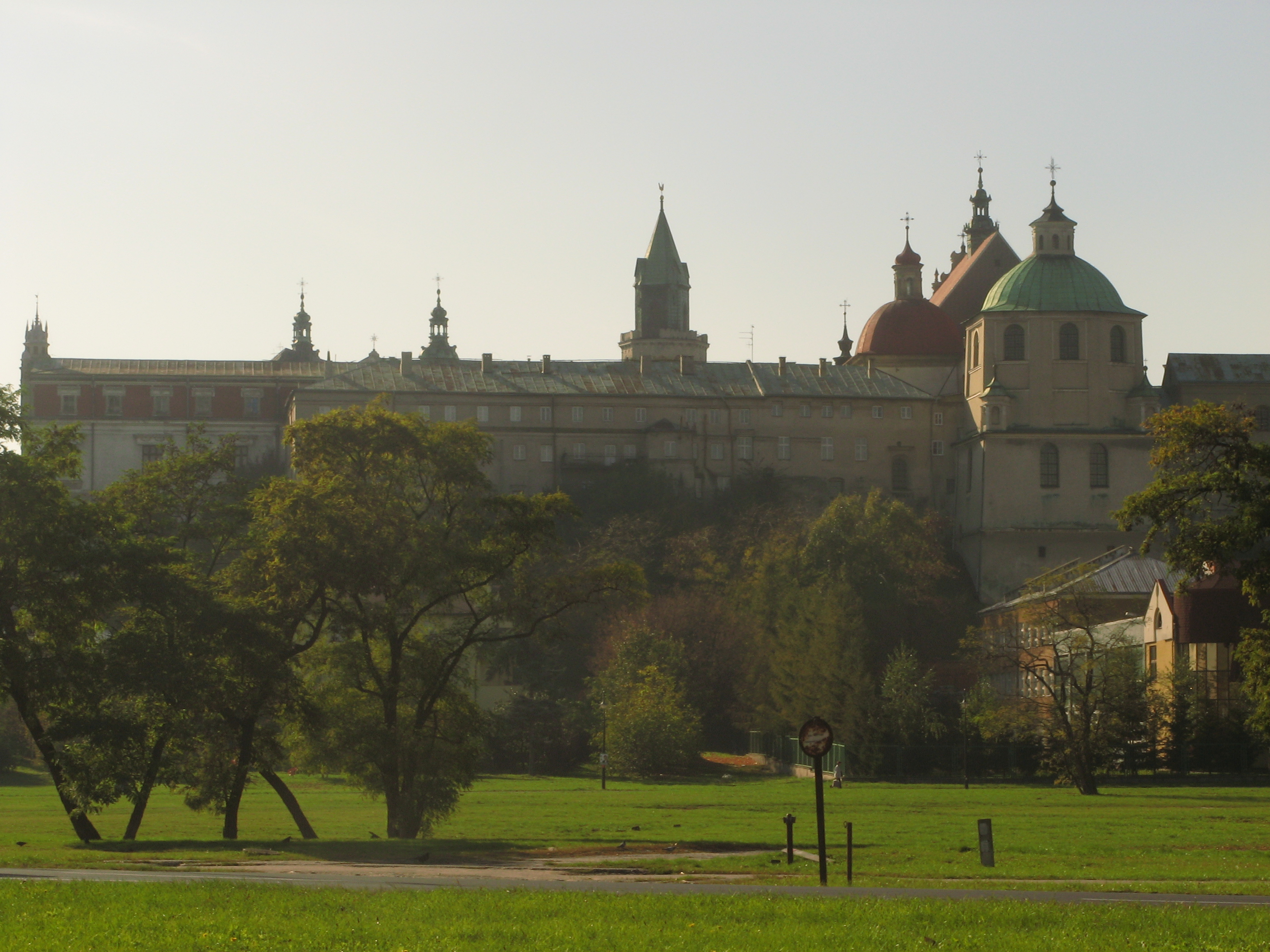
Dawna siedziba Teatru w kościele
Dominikanów. W tle Wieża Trynitarska.

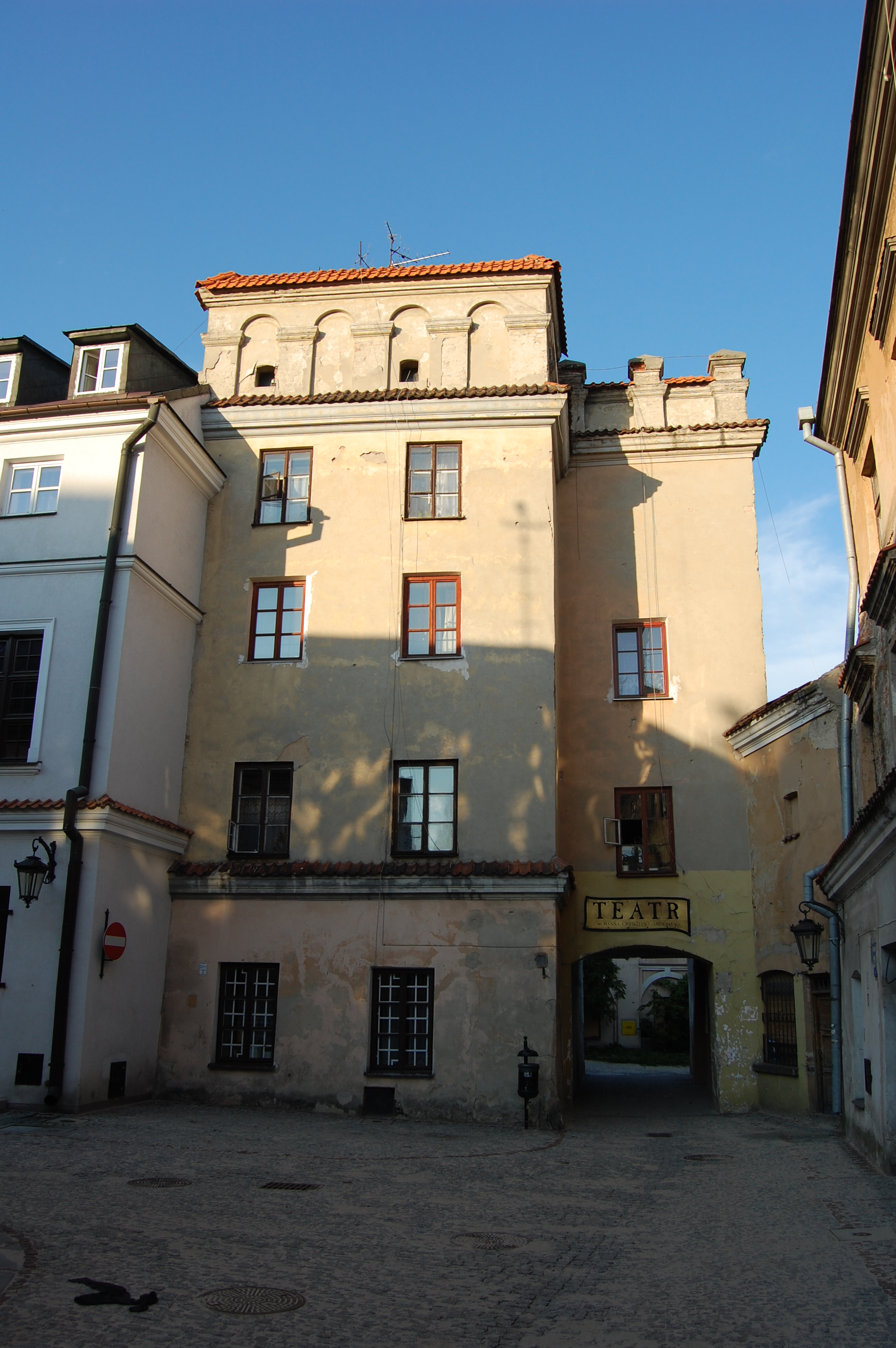
Brama prowadząca do poprzedniej siedziby Teatru.

Teatr im. Hansa Christiana Andersena – jeden z teatrów znajdujących się w Lublinie. Został utworzony w 1954 roku. Wcześniej nosił nazwę Państwowy Teatr Lalki i Aktora. Na jego siedzibę przeznaczono podominikańskie budynki na lubelskim Starym Mieście. Na dwóch scenach aktorzy wystawiają sztuki dla dzieci. Od 1995 r. nie wystawiane są tradycyjne spektakle kukiełkowe, tylko spektakle inscenizowane z użyciem klasycznych lalek.
Teatr był niejednokrotnie nagradzany na festiwalach. Zespół twórców prezentował swoje przedstawienia w wielu państwach świata.
Obecnie teatr mieści się w budynku Centrum Spotkania Kultur, Plac Teatralny 1.